# 卡伦·卡什曼
卡伦·卡什曼（英語：Karen Cashman，1971年12月15日—），美国女子短道速滑运动员。她曾代表美国参加1994年冬季奥林匹克运动会短道速滑比赛，获得女子3000米接力铜牌。